# Pro Peyresq
 (février 2008).
 (juillet 2012).
L’association Pro Peyresq est une association sans but lucratif belge liée au village français de Peyresq situé sur la commune de Thorame-Haute dans les Alpes-de-Haute-Provence. Elle a participé à la reconstruction du village dans la seconde moitié du XXe siècle. Depuis la fin des reconstructions, l'association continue d'organiser les séjours des étudiants, anciens étudiants et autres vacanciers, principalement belges. 
Le projet et l’esprit de l’association PRO PEYRESQ sont traduits dans ses statuts comme suit :
Article 2 des Statuts de l’A.S.B.L. :
1. L’association a pour but désintéressé de promouvoir, à l’occasion de la reconstruction du village de PEYRESQ d’abord, dans le village reconstruit ensuite, tous mouvements scientifiques, artistiques, culturels, sociaux, ou sportifs.
2. Son objet social consiste en l’organisation de séjours dans le village de PEYRESQ, ainsi que toute activité favorisant les rencontres, l’échange et le partage d’expériences dans l’esprit de son but, notamment par la promotion de contacts entre étudiants, anciens étudiants et personnes de toute discipline qui souscrivent à son idéal, qu’elle pourra accueillir aussi bien dans les infrastructures du village que lors de réunions en Belgique.
3. Elle peut faire appel à des volontaires dans le cadre de ses activités et de la réalisation de son objet social.

## Histoire de l'association
En 1952, Georges Lambeau, directeur à l’Académie des Beaux-Arts de Namur, redécouvrit le village lors d’une visite de la région. Il cherchait à l’origine un mas pour réunir pendant les vacances, les élèves de différentes disciplines dans un ouvrage commun. Bloqué à Annot quelques jours avec son épouse et son fils, il poussa son exploration jusqu’à Peyresq.
Le paysage qui se présenta à lui était sensiblement différent de celui que nous connaissons aujourd’hui. Non seulement le village était quasiment à l’abandon et en partie effondré, mais l’environnement forestier qui entoure de nos jours Peyresq était presque inexistant, à la suite du défrichement pour les cultures, du pastoralisme extensif et de l’exploitation du bois pendant des siècles. Toute la montagne n’était alors qu’une étendue désolée de marnes érodées au relief lunaire de pierres calcaires, où l’on discernait à peine les maisons des rochers.
Tombé sous le charme du lieu et enthousiaste à l’idée de construire ici un projet humaniste en relevant Peyresq de sa ruine (et non plus seulement une bâtisse provençale), il trouva en Toine Smets, juriste et gérant de société, l’énergie et les moyens du mécénat nécessaire pour monter son projet.
Durant les années suivantes, les deux promoteurs surent s’entourer de très nombreux hommes et femmes de bonne volonté, y compris des autorités locales, tous conquis par les idéaux de cette entreprise humaine. L’un d’eux fut le talentueux architecte Pierre Lamby, véritable pierre angulaire de toute la reconstruction et de l’harmonie architecturale du village actuel.
En 1954, l’association sans but lucratif « PRO PEYRESQ » était née et à travers elle la renaissance de Peyresq vers une nouvelle destinée.
L’A.S.B.L. entreprit alors un long travail de prospections notariales, de recherches successorales des copropriétaires éparpillés dans toute la France, de négociations d’achat, d’études de faisabilité, de lourdeurs administratives et de persuasions auprès des autorités locales du bien fondé de ses intentions. Elle favorisa aussi la venue de l’électricité, de l’eau, des égouts et de la route, nécessaires à son entreprise, parfois à coups d’avances de fonds ou de participations financières.
Avec les nouveaux peyrescans et l’élan bâtisseur des premières années, des descendants d’anciens revinrent à leur tour et remontèrent également les ruines de leur bien, de même que quelques citadins venus de la Côte qui, ayant acquis quelques maisons dès 1947 pour trouver la fraîche en été, participèrent eux aussi à la restauration générale du village.
Durant les trente ans qui suivirent, sous l’impulsion de l’A.S.B.L. PRO PEYRESQ, et de concert avec les habitants locaux, le village fut ainsi intégralement relevé et sa beauté ressuscitée.
Sur la cinquantaine de maisons qui furent reconstruites ou réhabilitées, plus d’une trentaine l’auront été sous l’égide de PRO PEYRESQ.
En 1971, l’église et tout le village furent classés à l’inventaire des Monuments Historiques. 
En 1980, Mady Smets et Jane Jacquet, respectivement présidente et secrétaire générale de Pro Peyresq, reçoivent le second prix de Chefs-d'œuvre en péril pour le village de Peyresq des mains du président Valéry Giscard d'Estaing (parmi les 500 dossiers déposés). La même année, elle obtint également la médaille d’or Europa Nostra (sauvegarde du patrimoine de l’Europe), remise par Lord Duncan Sandys, pour son rôle dans la reconstruction du village.
Aujourd’hui, le village relevé vit au rythme des activités associatives qui le dynamisent à la belle saison, dans une amitié peyrescane partagée avec les habitants locaux permanents ou saisonniers.
Car Peyresq dans sa diversité actuelle, est et reste avant tout un vrai village de la Provence alpine, à la communauté soudée, conviviale et authentique.

## Le projet de l'association
Si vous voulez que les hommes s’entendent, faites les bâtir ensemble, Antoine de Saint-Exupéry
Dès sa constitution, le projet de PRO PEYRESQ a été de rassembler des hommes et des femmes autour d’une œuvre et d’un labeur communs, sans distinction sociale, politique ou philosophique. Son but est encore aujourd’hui la promotion de tous mouvements scientifiques, artistiques, culturels, sociaux, ou sportifs dans le cadre unique du village. La réalisation de son objet a depuis les premiers statuts, toujours voulu favoriser les contacts entre étudiants, anciens étudiants et personnes de toutes disciplines.
Durant 25 ans, l’association a essentiellement concrétisé ce projet par la sauvegarde du bâti et s’est principalement attelée à remonter les ruines, à aménager les maisons et à offrir à Peyresq son visage actuel. Ce travail se voulait avant tout à destination de la jeunesse de diverses écoles et universités belges. Des milliers d’étudiants ont ainsi pu vivre durant cette « période héroïque » le travail opératif, aidés et guidés par quelques maçons professionnels.
À côté de rebâtir et préserver un patrimoine de toute beauté, la philosophie du projet fut donc tout autant de former les esprits à l’intérêt humain de construire ensemble, à l’enseignement moral et social de la solidarité ainsi qu’à l’amitié conviviale et chaleureuse de la communauté.
Pour que cet objectif soit un succès, la vocation première de PRO PEYRESQ a toujours été de rassembler autour de son idéal d’autres associations partageant les mêmes valeurs, cercles estudiantins surtout, mais aussi groupements solidaires ou philanthropiques. PRO PEYRESQ se veut dès lors fédératrice d’associations acceptant un but commun.
Ses efforts lui permirent ainsi d’acquérir au fil du temps des maisons ou des ruines aux fins de les redistribuer au prix d’achat ou gratuitement aux associations partenaires du projet, tout en garantissant la pérennité de celui-ci en prévoyant dans cette cession des clauses d’adhésion à l’objet social de l’A.S.B.L., des règles urbanistiques à respecter ou encore des droits de préemption pour éviter la revente des biens à des tiers qui auraient des valeurs éloignées de PRO PEYRESQ.
Les premiers dons de maisons aux associations partenaires furent également octroyés en échange de bourses de séjours en faveur des étudiants participant au chantier. Le travail volontaire dans le ciment, les bardeaux et la pierre, au rythme militaire et dès l’aube, n’exemptait en effet pas ces jeunes de payer leur séjour.
Grâce à l’œuvre opiniâtre et convaincue des administrateurs de PRO PEYRESQ, la reconstruction et la réhabilitation des maisons fut ainsi confiée à partir des années 1960 aux cercles estudiantins et aux groupements associés, qui en sont devenus les propriétaires actuels. Par cette transmission et leur adhésion au projet, ils sont aussi devenus les garants des principes et de l’idéal de PRO PEYRESQ.
Pour rappeler les valeurs de l’entreprise fédératrice de PRO PEYRESQ, chaque groupement choisit pour sa maison le nom d’un.e scientifique, artiste, philosophe, philanthrope ou autre personnalité ayant contribué au progrès de l’humanité.
En 1994, alors que le village était relevé depuis déjà une quinzaine d’années, une divergence sur le devenir de l’association vit quelques maisons sortir de l’A.S.B.L. et se regrouper sous la dénomination « PEYRESQ FOYER D’HUMANISME ». Elles désiraient par cet essaimage s’orienter davantage vers une structure d’organisation pour séminaires académiques et colloques à vocation internationale. De son côté, PRO PEYRESQ et la majeure partie des maisons associées souhaitaient garder les principes de centre de rencontres par des vacances actives, une gouvernance démocratique solidaire, et favoriser la participation de groupements étudiants.
En réalité, cette dualité de conceptions du projet entre entreprise « humaniste internationale » et entreprise « humaine solidaire », est présente dans la volonté des pionniers belges dès le début de l’aventure en 1954. Elle sera cependant plus marquée au sein du conseil d’administration à partir des années 1980, et ce jusqu’à la séparation des deux structures organisationnelles actuelles. Les années passants, les deux associations se reconnaissent maintenant complémentaires dans leurs activités et leurs motivations. Elles entretiennent désormais de bonnes relations et collaborent à certaines actions.
Si les activités de PRO PEYRESQ ont pu prendre au cours de son histoire, diverses formes dans la conception des uns et des autres sur les buts poursuivis de l’A.S.B.L. depuis la fin des travaux de reconstruction, l’esprit de partage et de rencontres, à vivre par une expérience commune et dans un cadre unique, reste néanmoins toujours la raison principale du succès de PRO PEYRESQ pour tous ses adhérents.
Aujourd’hui, afin de poursuivre cet idéal et de pérenniser son esprit, PRO PEYRESQ propose à ses membres des séjours, des animations et un centre communautaire. Elle propose également aux associations partenaires une convention d’occupation de leurs maisons pour réunir et héberger ses membres durant la saison d’activités.

La gestion collective de l’A.S.B.L. et la vie au village, en amont comme sur place, sont quant à elles essentiellement l’œuvre de bénévoles. Enfin, durant son séjour, chaque membre est invité à participer au projet en proposant volontairement quelques heures de son temps, de ses compétences ou de son énergie au bénéfice de la communauté peyrescane.
Ils ne sont pas nés pour se haïr, mais pour se comprendre et pour s’aimer - Sophocle

## Organisation et gouvernance

### Les membres de l’association
Toute personne qui souhaite séjourner à Peyresq dans nos infrastructures sollicite son adhésion à notre association et à son projet par une inscription et le paiement d’un cotisation de membre adhérent. La cotisation annuelle est de 15€.
Celles et ceux qui le désirent peuvent aller un pas plus loin et devenir membre effectif. Cela permet de participer aux Assemblées Générales avec un droit de vote et donc de participer à la gouvernance de notre projet. La cotisation annuelle est de 20€.

### Les organes de l’association
L’assemblée générale (AG) est l’organe souverain de l’association et réunit l’ensemble des membres (les membres effectifs ont un droit de vote). Elle est la seule compétente pour décider des actes essentiels et contrôle la gestion des administrateurs (par l’approbation des comptes notamment).
Le conseil d'administration (CA), élu par l’AG en son sein, se réunit au minimum 4 fois par an et a un rôle décisionnel tel que défini par les statuts. Il définit les grandes orientations de l’association et mandate le bureau pour la gestion quotidienne. Le CA peut établir des Commissions ad-hoc (CAH) pour étudier certaines questions ponctuelles s’écartant de la gestion quotidienne de l’association. Celles-ci seront composées de bénévoles désireux d’apporter leur contribution et leur expertise pour instruire les questions.
Le bureau, désigné annuellement au sein du CA, réunit la présidence (précédente et actuelle), la vice-présidence, le secrétariat et la trésorerie. Chacun de ces postes est un binôme qui permet d’assurer la pérennité et la permanence tout au long de l’année. Le bureau assure la gestion quotidienne et opérationnelle de l’association, et instruit les différents dossiers en préparation du CA.
Le bureau est assisté de Comités Exécutifs (CE), qui regroupent des bénévoles assurant des aspects opérationnels de l’organisation de la saison (p.ex: accueil-réservation, service resto, activités-animations, personnel, jara, travaux, chefs de centre …) . Ces comités impliqueront par ailleurs les bénévoles qui assureront les différentes tâches au village permettant à Pro Peyresq d’y déployer son projet.
L’ensemble des mandats est effectué à titre gracieux et représente près de 100 bénévoles qui œuvrent en Belgique et à Peyresq tout au long de l’année pour faire vivre l'association.

### Les statuts
L'association est reprise à la banque carrefour des entreprises sous le numéro 410.502.416 pour la Belgique et en France sous le numéro de SIREN 782.390.330.
Les statuts de l'association sont disponibles sur le site du moniteur belge. Ils ont été revus en 2021 afin de se conformer à la nouvelle loi sur les asbl.

## Les past-présidents de l'association
- 1954-1972 Toine SMETS
- 1972-1973 Georges LAMBEAU
- 1974-1995 Mady SMETS-HENNEKINE
- 1995-1997 Jane JACQUET-VERDINNE
- 1997-2000 Richard BENRUBI
- 2000-2004 Maurice HINSENKAMP
- 2004-2008 Eric WAEFELAER
- 2008-2014 Maurice HINSENKAMP
- 2014-2018 Valentine MUSETTE
- 2018-2023 Thomas L’EGLISE
- 2023-202x Mathilde CALOMME